# The Trip to Bountiful
The Trip to Bountiful (Brasil: O Regresso para Bountiful / Portugal: Regresso a Bountiful) é um filme norte-americano de 1985, do gênero drama, dirigido por Peter Masterson  e estrelado por Geraldine Page e John Heard.